# RBC Stadion
RBC Stadion – stadion w mieście Roosendaal w Holandii. Najczęściej używany jest jako stadion piłkarski, a swoje mecze rozgrywa na nim drużyna RBC Roosendaal. Stadion może pomieścić 5000 widzów. Stadion został wybudowany w 2000 roku pod nazwą Vast & Goed Stadion. W 2005 roku obiekt przemianowano na RBC Stadion.